# Two Waterline Square
Two Waterline Square är två sammankopplade höghus som ligger inom byggnadskomplexet Waterline Square på Manhattan i New York, New York i USA.
Byggnaden uppfördes mellan 2016 och 2019 som en fastighet för bostäder. Den är 121 meter hög och har 38 våningar.